# Diocesi di Milasa
La diocesi di Milasa (in latino Dioecesis Mylasensis) è una sede soppressa del patriarcato di Costantinopoli e una sede titolare della Chiesa cattolica.

## Storia
Milasa, identificabile con Milas nell'odierna Turchia, è un'antica sede episcopale della provincia romana della Caria nella diocesi civile di Asia. Faceva parte del patriarcato di Costantinopoli ed era suffraganea dell'arcidiocesi di Stauropoli.
La diocesi è documentata nelle Notitiae Episcopatuum del patriarcato di Costantinopoli fino al XII secolo.
Michel Le Quien attribuisce a Milasa sei vescovi. I primi tre, Efrem, Cirillo e Paolo, sono menzionati negli acta della martire santa Eusebia. Poco prima della morte di Eusebia, avvenuta a Milasa nella seconda metà del V secolo, il vescovo Paolo si recò in pellegrinaggio sulla tomba di sant'Efrem, antico vescovo di Milasa, con tutta la città; secondo quanto riferiscono i suddetti acta, Efrem non era né santo né confessore, e dunque visse dopo l'editto di Milano, nel quale Costantino I legalizzò la religione cristiana. Quando Eusebia arrivò a Milasa, era vescovo Cirillo, il quale, deceduto poco dopo, fu sostituito da succitato Paolo, che era stato un presbitero del monastero di Sant'Andrea di Milasa; entrambi questi vescovi sarebbero vissuti nella seconda metà del V secolo.
A questi vescovi, gli atti conciliari del primo millennio menzionano altri quattro vescovi di Milasa. Giorgio sottoscrisse gli atti del concilio in Trullo del 691/692. Gregorio assistette al secondo concilio di Nicea nel 787. Senofone partecipò al primo dei due concili di Costantinopoli dell'869-870 e dell'879-880, mentre Filippo prese parte al secondo, che riabilitò il patriarca Fozio di Costantinopoli.
Alcune iscrizioni hanno restituito i nomi dei vescovi Paregorio, Basilio e di due anonimi. Il primo, Paregorio, è menzionato in un'iscrizione funeraria, assieme a Eutiche; entrambi sono qualificati come "cristiani". Secondo Destephen, questa qualifica porta a datare l'iscrizione ad un periodo antecedente l'editto di Milano, ossia tra III e IV secolo, mentre altri autori gli assegnano la data del V secolo. Il secondo vescovo, Basilio, è noto grazie a due iscrizioni. Una di queste è la dedicazione di un edificio, situato a Seykoy, circa 2 km. a nord di Milasa; si tratta di una chiesa consacrata da Basilio a santo Stefano protomartire e costruita tra V e VI secolo. La seconda iscrizione si riferisce anch'essa alla dedicazione di un oratorio ai santi Sergio e Bacco; il marmo con l'iscrizione è stato riutilizzato come materiale da reimpiego per la costruzione di una casa a Milasa.
Infine le fonti sigillografiche hanno restituito i nomi di due altri vescovi di Milasa, Giovanni e Leone, vissuti tra il X e l'XI secolo.
Dal XVIII secolo Milasa è annoverata tra le sedi vescovili titolari della Chiesa cattolica; la sede è vacante dal 14 maggio 1966. Il suo ultimo titolare è stato Peregrin de la Fuente Néstar, prelato di Batanes e delle Isole Babuyan.

## Cronotassi

### Vescovi greci
- Paregorio † (circa III-IV secolo)
- Sant'Efrem † (circa IV-V secolo)
- Cirillo † (seconda metà del V secolo)
- Paolo † (seconda metà del V secolo)
- Basilio † (circa V-VI secolo)
- Anonimo † (circa V-VII secolo)
- Anonimo † (?)
- Giorgio † (prima del 691 - dopo il 692)
- Gregorio † (menzionato nel 787)
- Senofone † (menzionato nell'869)
- Filippo † (menzionato nell'879)
- Giovanni † (X-XI secolo)
- Leone † (XI secolo)

### Vescovi titolari
- Santo de Inzillo † (15 novembre 1728 - ? deceduto)
- José González de Cándamo y Cauniego † (3 luglio 1798 - 12 settembre 1801 deceduto)
- Etienne Marilley † (16 dicembre 1845 - 19 gennaio 1846 nominato vescovo di Losanna e Ginevra)
- József Boltizár † (24 agosto 1875 - 17 maggio 1905 deceduto)
- Manuel San Román y Elena † (12 luglio 1908 - 29 agosto 1911 deceduto)
- José María Caro Rodríguez † (5 gennaio 1912 - 14 dicembre 1925 nominato vescovo di La Serena)
- Francis Martin Kelly † (22 marzo 1926 - 10 febbraio 1928 nominato vescovo di Winona)
- Lorenzo Maria Balconi, P.I.M.E. † (18 febbraio 1928 - 3 agosto 1939 nominato arcivescovo titolare di Gerapoli di Frigia)
- John Francis O'Hara, C.S.C. † (11 dicembre 1939 - 10 marzo 1945 nominato vescovo di Buffalo)
- James Louis Connolly † (7 aprile 1945 - 17 maggio 1951 succeduto vescovo di Fall River)
- Peregrin de la Fuente Néstar, O.P. † (2 luglio 1951 - 14 maggio 1966 deceduto)